# Chen Hua
Chen Hua (Hangzhou, 22 gennaio 1982) è una nuotatrice cinese.

## Carriera
Fortemente specializzata nello stile libero, può vantare medaglie in gare disputate sia in vasca lunga che in vasca corta.

## Palmarès
- Mondiali in vasca corta:

Hong Kong 1999: oro negli 800m stile libero.
Atene 2000: oro negli 800m stile libero e bronzo nei 400m stile libero.
Mosca 2002: oro negli 800m stile libero.
- Giochi asiatici

Bangkok 1998: oro nei 400m e negli 800m stile libero.
- Universiadi

Taegu 2003: oro nella 4x200m stile libero, argento nei 400m e negli 800m stile libero, bronzo nella 4x100m stile libero.